# 吐鲁番
吐鲁番（維吾爾語：تۇرپان‎，拉丁维文：Turpan）、秃尔班、土尔番、土鲁蕃，是今新疆维吾尔自治区吐鲁番市一带的地区名称。
吐鲁番（Turpan）一名最初指吐鲁番城。隋唐至明代的吐鲁番城又称无半城。吐鲁番城在火州城和崖儿城之间。三座古城均在今吐鲁番市高昌区境内。吐鲁番城一名，最早见于李聖天同庆十年（925年）的婆罗米文文献。最早的汉译名则见于元朝至元十三年（1276年）圣旨中的“秃尔班”。明朝《西域行程记》、《西域番国志》称“土尔番城”:34—35。清代初期，汉译名为吐尔番。后译为吐鲁番:28，以及土鲁番、土鲁蕃等同名异译:33。
当代研究者李树辉推论，回鹘入主吐鲁番盆地的8世纪末，已开始使用吐鲁番这一地名。日后，吐鲁番成为地区名及所在吐鲁番盆地的名称:33。

## 词源
至当代一般民众认为，吐鲁番为突厥语（维吾尔语）地名，解释为“绿洲”、“水果多的地方”、“丰饶的土地”:28、“富饶的地方”、“都会”、“国王的宝座”、“炮台”、“大城堡”:33等。当代研究者指出，“水果之乡”、“丰绕之地”是牵强附会的解释:28。
清朝光绪年间编撰的《新疆吐鲁番厅乡土志》论证，“西州于晚唐为吐蕃所据，疑其时呼为吐蕃城，音转为吐鲁番耳。近人以蒙语，回语释之，非探本也。论唐书吐蕃传之蕃字，亦当读为潘。”:28“吐鲁番”一名与吐蕃相关说法可追溯至清初顾炎武、清中祁韵士。《新疆吐鲁番厅乡土志》的说法则是来自陶葆廉对吐鲁番一名的解释。至当代，中外学界大都持此说，认为“吐鲁番”一名与吐蕃相关:33。
最早记载吐鲁番（turpan）一名的可确定时间的文献是，俄国人鋼和泰所藏，撰写于李聖天同庆十年十月十二日（925年10月31日），以婆罗米文书写的敦煌出土和闐文书《使河西记》，写作“tturpam̩ni kamtha”（吐鲁番城）。柏林所藏敦煌文獻，撰写于943年的回鹘文文献中，书写人自述为“mεn turpan-lïʁan intʃu tapmïʃ、”（我吐鲁番人安珍珠·塔普密悉）:34—35。
最早的汉译名，见于元朝至元十三年（1276年），忽必烈圣旨中的“秃尔班”。该条圣旨记载于《通制条格·卷四》。圣旨称：“亦都护根底，塔海不花、亦捏不花两个根底，火州、吕中、秃尔班为二十四个城子里官人每根底……”。其中，火州为qara qotʃu的略音便译，指高昌城；吕中为luktʃin（柳中、六种、柳城、鲁陈、鲁克沁）的别译，指柳中城；秃尔班为turpan的音译。明朝《西域行程记》、《西域番国志》，称“土尔番城”:35。
当代研究者李树辉指，turpan（吐鲁番）一词由突厥语动词词根tur-（站立、站起来、上升、升腾）附加源于嚈哒语的副动词/形动词构词成分-pan构成。-pan常见于古代突厥語文献的附加成分，有多种变体。断定turpan为形容动词形式。语义为“长久居住的（地方）”，即“久居之地”。李树辉据此推论，回鶻在8世纪末入主吐鲁番盆地时已开始使用这一地名:35—37。

## 备注
1. ↑  无半城，在今吐鲁番市高昌区恰特喀勒乡。
2. 1 2  火州城，即今高昌故城，在今吐鲁番市高昌区三堡乡。
3. ↑  崖儿城，即今交河故城，在今吐鲁番市高昌区亚尔镇。
4. ↑  清代新疆南部地区、族群称回部、回人，回语当指维吾尔语。